# Stefano Ceccaroni
Stefano Ceccaroni (* 12. Januar 1961 in Basel) ist ein schweizerisch-italienischer Fussballtrainer und ehemaliger Fussballspieler. Er ist der Bruder von Massimo Ceccaroni.
Als Spieler war Ceccaroni von 1982 bis 1987 bei den Vereinen FC Basel, FC Chiasso, FC Baden und FC Laufen engagiert, von 1988 bis 1995 beim FC Riehen. Bis 1998 spielte er noch als Spieler beim BSC Old Boys Basel, den er später bis 2001 als Trainer coachte. Danach war Ceccaroni wieder beim FC Basel als Juniorentrainer.
Vom Oktober 2004 bis Juni 2005 war Ceccaroni beim damaligen Spitzenverein Servette FC Genève. Heute ist er bei der B-Mannschaft des BSC Young Boys Trainer.
| Personendaten    | Personendaten                                           |
| ---------------- | ------------------------------------------------------- |
| NAME             | Ceccaroni, Stefano                                      |
| KURZBESCHREIBUNG | schweizerisch-italienischer Fußballspieler und -trainer |
| GEBURTSDATUM     | 12. Januar 1961                                         |
| GEBURTSORT       | Basel                                                   |